# Remington New Army/Navy Revolver
 (novembre 2019).
Si vous disposez d'ouvrages ou d'articles de référence ou si vous connaissez des sites web de qualité traitant du thème abordé ici, merci de compléter l'article en donnant les références utiles à sa vérifiabilité et en les liant à la section « Notes et références ».
Le Remington New Army Model 1858 est un revolver à percussion de calibre .44 (Army) et .36 (Belt) produit par Remington Arms. 
Il est amélioré donnant naissance au Model 1861 puis 1863 qui fut la plus répandue des 3 versions. La présence de la date de brevet de 1858 sur les 3 armes fait prendre le modèle 1863 pour un 1858 auprès d'un grand nombre des tireurs. Des firmes italiennes le reproduisent en grand nombre depuis le milieu des années 1960. Il est réputé pour sa robustesse et sa grande précision.

## Manipulation
Le chargement de ce revolver se fait par l'avant du barillet via un refouloir situé sous le canon : une dose de poudre, une bourre (facultative selon la dose de poudre) pour combler le vide entre la poudre et la balle, puis la balle, posée de façon à affleurer le bord du barillet.  Une fois toutes les chambres chargées, le tireur peut ajouter de la graisse sur les balles afin d'éviter les départs en chaîne (lorsqu'une étincelle passe de la chambre indexée face au canon à une ou plusieurs autres chambres, provoquant le départ de plusieurs coups. Un départ en chaîne peut se produire avec des balles coulées, si le méplat de celles-ci se trouve en travers de la chambre. La graisse sert surtout à conserver ses charges à l'abri de l'humidité.
Ce n'est qu'une fois ces opérations réalisées que le tireur peut ajouter ses amorces, qu'il aura eu le soin de pincer pour qu'elles tiennent en place sur les cheminées. 
Le chargement d'un revolver à poudre noire prend environ une minute avec un peu d'entraînement.
L'utilisation de cartouches papier / cartouches combustibles (intégrant poudre, bourre, balle), parfois suiffées de surcroit (pour diminuer l'impact de l'humidité), a permis de diminuer notablement le temps de recharge. 
L'utilisation alternative de barillets amovibles préchargés et amorcés, a minimisé encore plus celui-ci.

## Une utilisation principalement militaire
Environ 106 000 de ces gros revolvers furent acquis par l'US Army et l'US Navy durant la guerre de Sécession (1861-1865) et 20 000 furent revendus à l'armée française durant la guerre de 1870. 
Environ 15 000 revolvers Remington furent vendus sur le marché civil, il fut notamment visible dans les mains de Frank James et de Buffalo Bill.

## Variantes
- Remington-Beals Army Model Revolver : Calibre .44 PN. Canon de 20 cm. Voile (sous le refouloir) court. 1 900 armes fabriquées de 1861 à 1862, dont environ la moitié vendues à l'US Army.
- Remington-Beals Belt Model Revolver : Calibre .36 PN. Canon de 19 cm. Voile court. 14 500 armes fabriquées de 1861 à 1862. Environ 1 000 vendues à l'US Navy.
- 1861 Army Revolver : Calibre .44 PN. Canon de 20 cm. Voile long. 6 000 armes fabriquées en 1862, la plupart vendues à l'US Army.
- 1861 Navy Revolver : Calibre .36 PN. Canon de 18,7 cm. Voile long. 7 000 armes fabriquées en 1862. Environ 1 000 vendues à l'US Navy.

En fait, les Remington Army, Navy et Belt-Revolvers, brevetés par l'inventeur F. Beals en 1858 ont évolué en trois phases :
- La première phase, fabrication 1861/62.
- La seconde phase date de 1861 avec une modification sur le refouloir ayant pour but de le rendre plus solide.
- La troisième et dernière phase date effectivement de 1863, et lui apporte l'aspect final. Le refouloir a encore une fois été modifié, les encoches intermédiaires entre les cheminées ont été ajoutées et le guidon conique en laiton a été remplacé par un en fer.

## Caractéristiques
1863 New Model Army
- Type : Revolver à carcasse fermée avec refouloir.
- Fonctionnement : simple action.
- Munition : Calibre .44 PN pour les cartouches en papier, .46 RF, .44 Colt et .45 Colt pour les armes converties aux cartouches métalliques.
- Longueur : 349 mm
- Canon : 203 mm
- Masse : 1,27 kg
- Barillet : 6 coups
- Production : 132 000 armes vendues entre 1863 et 1875 (106 000 à l'armée).

1863 New Model Navy
- Type : Revolver à carcasse fermée avec refouloir.
- Fonctionnement : simple action.
- Munition : Calibre .36 PN pour les cartouches en papier et .38 RF pour les armes converties aux cartouches métalliques.
- Longueur : 337 mm
- Canon : 190 mm
- Masse : 1,19 kg en .38
- Barillet : 6 coups
- Production : 28 000 armes vendues entre 1863 et 1875. (4 300 à la marine)

New Model Belt Revolver
- Type : Revolver à carcasse fermée avec refouloir.
- Fonctionnement : simple action.
- Munition : Calibre .36 PN pour les cartouches en papier et .38 RF pour les armes converties aux cartouches métalliques.
- Canon : 165 mm
- Barillet : 6 coups
- Production, estimation : 2 500 - 3 000 armes fabriquées 1865 et 1873 pour le marché civil.

## Les conversions

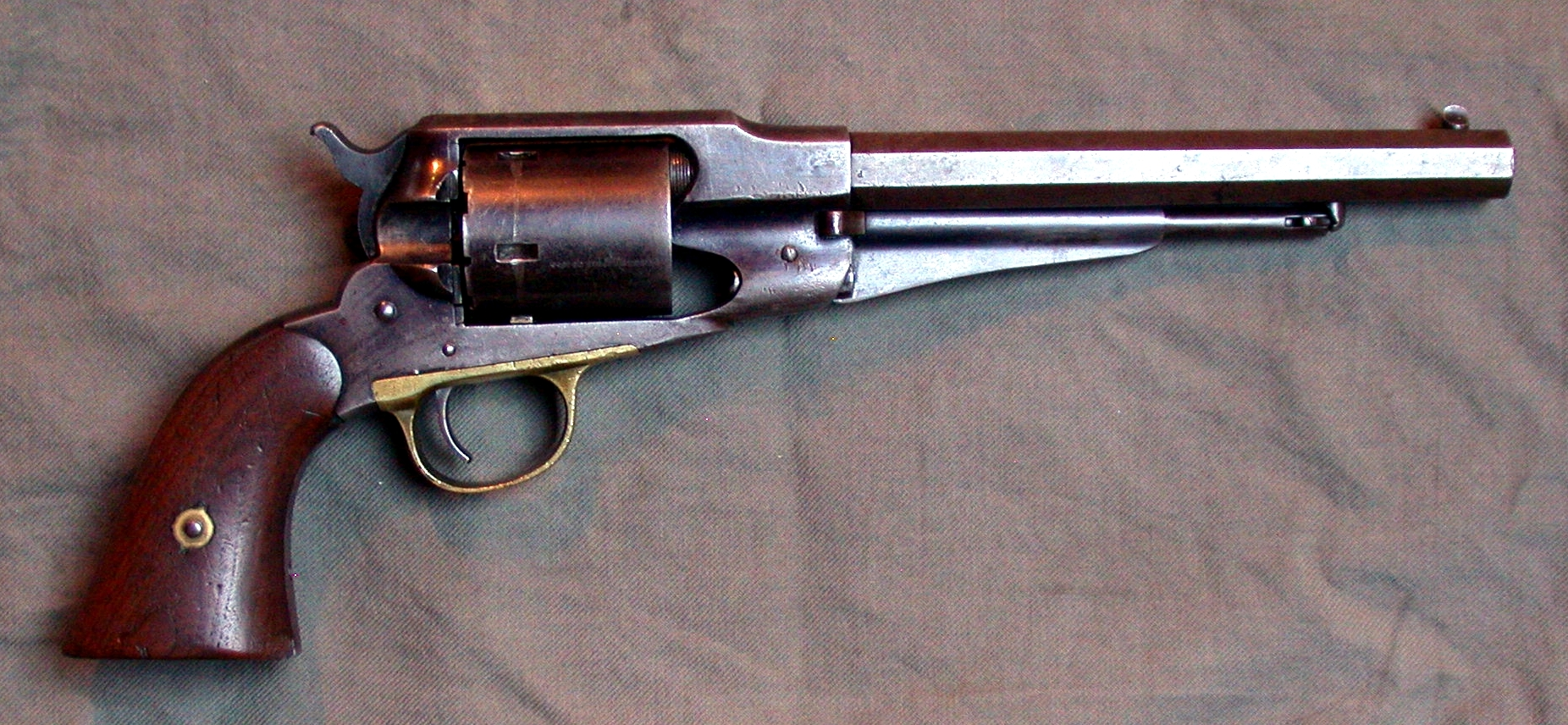
Remington Conversion cal .46.

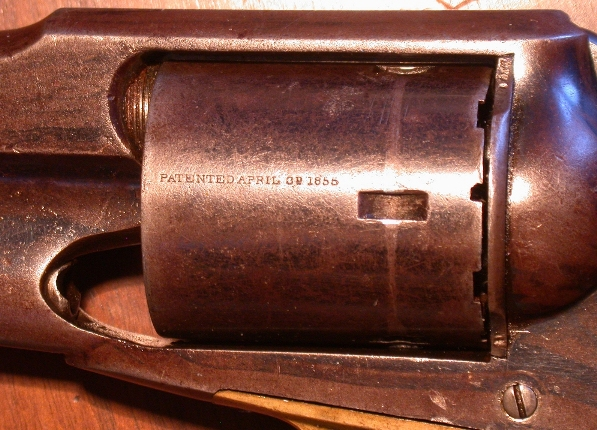
Remington Conversion, Rollin White-Patent.

Avec l’avènement des cartouches métalliques, Remington commença en 1868 a transformer des revolvers New Model Army à percussion pour tirer des cartouches métalliques. Un total de 4 574 revolvers furent convertis, le barillet d’origine était remplacé par un barillet foré de part en part pour accueillir cinq cartouches à percussion annulaire au calibre .46 pouce. Ces revolvers sont reconnaissables à l’inscription PATENTED APRIL 3D 1855, date du brevet de Rollin White, ex-employé de chez Colt's, qui a vendu ses droits à l’exploitation à Smith & Wesson.  Un accord avec Smith & Wesson permettait à Remington de mettre ces Remington Improved Army Revolvers sur le marché.
D'autres modèles, le New Model Navy en calibre .38 et des revolvers plus petits furent convertis, sans compter les nombreuses transformations faites par des armuriers.

## De nos jours
Le Remington New Model est une arme que l'on retrouve fréquemment en stand de tir. De nombreux fabricants de répliques en ont produit des copies plus ou moins conformes au modèle original. Le succès de ce modèle s'explique par sa grande simplicité et par sa robustesse.
Ces répliques, sauf cas particuliers (platine mal ajustée, chambres ovalisées…) sont en règle générale assez précises et à la portée de toutes les bourses en occasion, permettant de s'initier au tir aux armes anciennes pour un coût modique.
En stand de tir, les charges de poudres sont généralement faibles (de l'ordre de 0,9 à 1,5 g pour un .44 et de 0,5 à 1 g pour un .36) afin de garantir un tir précis. Il n'existe cependant pas de tables de rechargement prédéfinie, puisque chaque réplique aura une charge qui lui correspondra.
Il est bon de noter que l'usage de la poire à poudre étant interdit en stand (pour des raisons de sécurité), le rechargement s'effectue soit avec des cartouches papier, soit avec des doses préparées à l'avance dans des tubes à essai en plastique antistatique ou en verre.